# Jazz Two
Jazz Two fue un grupo de hip hop español procedente de Alcalá de Henares (Madrid), formado por Dobleache (MC) y Dave Bee (MC y productor). Se fundó en 1991, tras la desaparición de RWB, y se disolvió en 1998 debido a las diferentes ideas musicales de cada uno de los miembros. Fue uno de los primeros grupos de hip hop español que lograron distribución comercial.

## Biografía

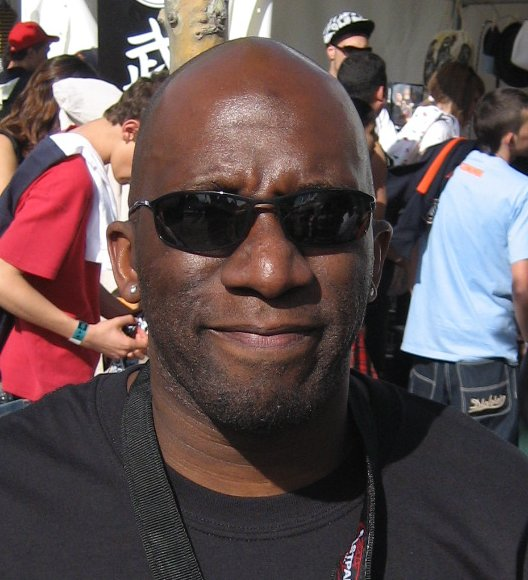
Dobleache, componente de Jazz Two.

Tras el abandono de seis de los componentes del grupo RWB, Dobleache y Dave Bee fundaron el dúo Jazz Two en 1991. Optaron por un estilo propio y reflexivo, alejado del hip hop hardcore que se extendió en el panorama español con grupos como El Club de los Poetas Violentos o Violadores del Verso. En los primeros años del grupo, grabaron varias maquetas que ellos mismos se encargaban de vender donde podían.
En 1996 tras la publicación de su última maqueta: Modus operandi modus vivendi,contactaron con el sello discográfico Full ON (ligado a la tienda de discos AMA Records). Fue con este sello, de reciente creación, con el que publicaron su primer trabajo de estudio bajo el título Representándome, en 1997. Este maxisencillo iba a preceder a un álbum musical de larga duración, Mínimo, que grabaron pero por problemas del sello no pudo publicarse. Años más tarde la discográfica Euro17 consiguió los derechos y reeditó en 2002 el álbum hasta ese momento inédito.
Un año después, en 1998, ficharon por la discográfica Avoid Records, con la que grabaron Pura coincidencia, un maxisencillo que sería la introducción a su último trabajo profesional como grupo, Nomon. Durante esa época Dave Bee compaginó su trabajo en Jazz Two con la publicación de dos álbumes, Dave Beeats y Comunicología vol.1 (Avoid), en 1997. En el año 1998 debido a las nuevas y diferentes ideas musicales de cada miembro, el grupo se disolvió y ambos continuaron sus carreras en solitario.

## Discografía
- Jazz Two n' la k'sa (1993) (Maqueta)
- Yassisback!! (1994) (Maqueta)
- Modus operandi modus vivendi  (1996) (Maqueta)[2]
- Representándome (Maxi) (Ama Records, 1997)
- Pura coincidencia (EP) (Avoid Records, 1998)
- Nomon (LP) (Avoid Records, 1998)
- Mínimo (LP) (Euro17, 2002) (Inédito, reeditado)[5]

### En solitario

#### Dobleache
- Pobrecito hablador (Maxi) (Avoid Records, 2000)
- Punto y seguido (Maxi) (Superego, 2001)
- Nada como si (LP) (Superego, 2001)

#### Dave Bee
- Dave Beeats (LP) (Avoid Records, 1997)
- Comunicología vol.1 (LP) (Avoid Records, 1997)
- Comunicología vol.2 (LP) (Avoid Records, 1999)

## Colaboraciones
- A2V "Desdelokotidiano, sabes?!?!" (1998)
- Varios Artistas "Estilo Hip Hop I" (2002)